# Barbarijse Hoogvlakte
De Barbarijse Hoogvlakte of het Chottplateau is een hoogvlakte in Noord-Algerije en Noordoost-Marokko, gelegen tussen meerdere ketens van het Atlasgebergte.

## Naam
Barbarijse Hoogvlakte verwijst naar Barbarije, een term die van de 16e tot 19e eeuw verwees naar dit deel van de Noord-Afrikaanse kust. Chottplateau verwijst naar de chotts die zich op het plateau bevinden, zoutmeren in de Atlas die 's zomers vaak uitdrogen.

## Geografie
De Barbarijse Hoogvlakte strekt zich uit in een oostnoordoost-westzuidwest-richting, en ligt voornamelijk tussen de Kleine Atlas in het noorden, en de Sahara-Atlas in het zuiden. In het uiterste westen loopt de hoogvlakte over in de Midden-Atlas en Hoge Atlas, ter hoogte van de Moulouya-rivier. Het plateau bevindt zich voornamelijk op 750 tot 1070 meter hoogte. Het grootste ingelegen zoutmeer is het Chott ech Chergui, dat zich 1027 meter boven zeeniveau bevindt en maximaal 2000 km2 groot is. In het noordoosten doorkruist de Cheliff-rivier het hoogland.

## Klimaat
Het gebied kent een mediterraan landklimaat, met uitgesproken temperatuursverschillen: in januari is het nauwelijks boven 0 °C, in augustus gemiddeld 30 °C. Gemiddeld valt er in een jaar 350 mm regen. Het plateau is vooral een steppegebied, met veel espartogras en absintalsem. Dit zorgt voor gunstige omstandigheden voor nomaden met vee.